# Sallatsrost
Sallatsrost (Puccinia maculosa) är en svampart som beskrevs av Schwein. 1832. Sallatsrost ingår i släktet Puccinia och familjen Pucciniaceae.  Arten är reproducerande i Sverige. Inga underarter finns listade i Catalogue of Life.